# Знаки почтовой оплаты СССР (1951)
Зна́ки почто́вой опла́ты СССР (1951) — перечень (каталог) знаков почтовой оплаты (почтовых марок), введённых в обращение дирекцией по изданию и экспедированию знаков почтовой оплаты Министерства связи СССР в 1951 году.

## Список коммеморативных (памятных) марок
Порядок следования элементов в таблице соответствует номеру по каталогу марок СССР (ЦФА), в скобках приведены номера по каталогу «Михель».
| № по каталогу                        | Изображение | Описание и источники                                              | Номинал   | Дата выпуска       | Тираж     | Художник         |
| ------------------------------------ | ----------- | ----------------------------------------------------------------- | --------- | ------------------ | --------- | ---------------- |
| (ЦФА [АО «Марка»] № 1592) (Mi #1540) |             | Народная Республика Албания: - Здание Исполкома Народного Совета. | 0,40 руб. | 5 января 1951 года | 1 000 000 | Владимир Андреев |

## Комментарии
1. ↑  Ниже приведён перечень памятных художественных марок (с возможностью сортировки по номиналу, тиражу и дате введения в обращение).
2. ↑  Народная Республика Албания: Здание Исполкома Народного Совета, зелёная на светло-голубой бумаге. Глубокая печать на цветной (светло-голубой) бумаге, перфорирована: линейная зубцовка 12½ (на каждые 2 сантиметра края марки приходится 12½ зубцов). В марочных листах 100 (10×10) марок. Разновидность  (ЦФА [АО «Марка»] № 1592А) напечатана на сероватой бумаге[2][6][7].
3. ↑  Суммарный тираж разновидностей марок  (ЦФА [АО «Марка»] № 1592) и  (ЦФА [АО «Марка»] № 1592А)[6].